# Margarete Bruch
Margarete Bruch (* 29. August 1882 in Liverpool; † 27. Januar 1963 in Berlin) war eine deutsche Schriftstellerin.
Margarete Bruch wurde als Tochter des Komponisten Max Bruch und dessen Frau Clara, einer Sängerin, in Liverpool geboren. 1884 zog die Familie nach Breslau, 1890 schließlich nach Berlin. In Breslau besuchte Bruch eine höhere Töchterschule und von 1890 bis 1898 lernte sie an der Roennebergschen höheren Mädchenschule in Berlin-Friedenau. Dann besuchte sie zwei Jahre ein Jungmädchenheim in Remagen – sie lernte dort Hauswirtschaft und Sprachen –, kehrte anschließend aber zu ihren Eltern zurück und arbeitete lange Jahre als Sekretärin und Übersetzerin ihres Vaters. 1911 bis 1913 unternahm sie als Gesellschafterin und Reisebegleiterin einer Kapitänsgattin längere Reisen nach Italien, Schottland, Island und Skandinavien.
Schon früh publizierte sie Gedichte in der Deutschen Romanzeitung. Von 1903 bis 1910 war sie ständige Mitarbeiterin der Deutschen Zeitung, daneben schrieb sie für Westermanns Monatshefte, die Tägliche Rundschau und die Berliner Illustrirte Zeitung. Ihren ersten Gedichtband veröffentlichte sie 1910. Außerdem verfasste sie Märchen und Novellen. 1933 wurde sie Mitglied im Reichsverband deutscher Schriftsteller; zwei Jahre darauf aber wieder ausgeschlossen, da ihre Großmutter mütterlicherseits Jüdin war. Daneben war sie Mitglied im Allgemeinen Deutschen Schriftstellerverein und im Deutschen Schriftstellerinnenbund.

## Werke
- Es klingt die Welt. Gedichte. Reißner, Dresden 1910
- Balladen. Reißner, Dresden 1912
- Mitternachtssonne. Dichtungen, Schildberger, Berlin 1912
- mit Hans Bruch: Märchenritt! Wer kommt mit? Schneider, Berlin 1919 (Kinderbuch)
- mit Emma Böhmer u. a.: Im Monatsreigen. Zwölf Märchen, Schneider, Berlin 1921
- Liebeswunder. Sechs Novellen. Schneider, Berlin 1922
- Rosenlegendchen. Schlesisches Maienhaus, Breslau 1926
- mit Toska Lettow: „Schön ist der Mutter liebliche Hoheit ...“. Deutsche Muttergedichte aus zwei Jahrhunderten, Braune Bücher, Berlin 1935